# Gnesta (commune)
La commune de Gnesta est une commune suédoise du comté de Södermanland.  Son chef-lieu se situe à Gnesta, la ville principale.
La commune actuelle a été créée en 1992, lorsque la commune de Nyköping (dont elle faisait partie depuis 1974) a été scindée.
La commune de Gnesta se trouve au milieu de la province culturelle du Södermanland. Bien qu'elle ne compte que 11612 habitants (au 31 décembre 2022), la population augmente considérablement en été en raison des nombreuses résidences secondaires.

## Géographie
Le point culminant de la commune de Gnesta se situe à 103 mètres au-dessus du niveau de la mer, au point où les communes de Gnesta, de Flen et de Strängnäs se rencontrent. Le point le plus bas se trouve à une altitude de 9 mètres, sur les rives du lac Sillen (sv).
Sur le plan économique, Gnesta compte essentiellement de petites entreprises employant peu de personnes. Il y a environ 800 entreprises enregistrées dans la commune, et une « grande » entreprise compte de 25 à 50 employés.

## Localités
- Björnlunda
- Gnesta
- Stjärnhov

## Jumelages
Gnesta est jumelée avec les deux villes suivantes :
- Saulkrasti (Lettonie)
- Sundsøre (Danemark)

## Événement notable
Gnesta est devenu « Hedestad » le temps du tournage d'un film, lorsque le livre de Stieg Larsson, Les Hommes qui n'aimaient pas les femmes, a été porté à l'écran sous le titre Millénium. Le tournage a eu lieu en avril 2008. Le film a été présenté en première mondiale, et à Gnesta, le 27 février 2009.